# Gérard Grisey
Gérard Grisey (Belfort, 16 juni 1946- Parijs, 11 november 1998) was een Frans componist.
Grisey doorliep de volgende opleidingen:
- 1963-1965: Staatliche Musikhochschule Trossingen in Duitsland
- 1965-1972: Conservatoire national supérieur de musique in Parijs
- 1968-1972: Olivier Messiaen
- 1968: Henri Dutilleux aan de École Normale de Musique
- 1968: Accademia Chigiana in Siena en ook in Darmstadt bij György Ligeti, Karlheinz Stockhausen en Iannis Xenakis

Van 1972 tot 1974 ontving hij geldelijke steun van de Villa Medici uit Rome en richtte de groep L’Itinéraire op, met Tristan Murail, Roger Tessier en Michael Levinas, later gevolgd door Hugues Dufourt. Deze groep werd bekend met wat zij noemden Musique spectrale (spectrale muziek). Eerste composities in die stijl waren Dérives, Périodes en Partiels.
Gedurende 1974/1975 studeerde hij aan Université Pierre-et-Marie-Curie bij Emile Leipp. Vanaf 1982 gaf hij les. Eerst aan de University of California - Berkeley en vanaf 1987 aan het conservatorium in Parijs. Daarnaast gaf Grisey lezingen over de gehele wereld.
Leerlingen van hem zijn onder andere: Riikka Talvitie, Magnus Lindberg, Régis Campo, Éric Tanguy, François Paris, Jean-Luc Hervé, Brice Pauset, Yi Xu, Masakazu Natsuda. Fabien Lévy, Petar Klanac, Franck Bedrossian en Mark Andre.

## Composities
Bekendste werken:
- Dérives (1973-1974)
- Périodes (1974)
- Partiels (1975); later opgenomen in Les Espaces
- Jour, contre-jour (1978)
- Tempus et Machina (1979)
- Solo pour deux (1981)
- Les Chants de l'Amour (1982-1984)
- Anubis-Nout (1983)
- Talea (1986)
- Le Temps et l'Écume (1988/1989)
- Le Noir de l’Étoile (1989-1990)
- l’Icone paradoxale (1994)
- Les Espaces Acoustiques (1976-1985)
- Stèle (1995)
- Vortex Temporum (1994-1996)
- Quatre chants pour franchir le seuil (1996-1998)

- Bibliothèque nationale de France: cb13894740z (data)
- Gemeinsame Normdatei: 123526531
- International Standard Name Identifier: 0000 0001 1071 7433
- Library of Congress Control Number: n80145170
- Nationale Bibliotheek van Letland: 000246568
- MusicBrainz: 0fa3098b-64c7-4c9e-af69-587ff5edc46f
- Nationale Bibliotheek van Tsjechië: js20060929004
- Nationale Bibliotheek van Israël: 987007592512805171
- Nederlandse Thesaurus van Auteursnamen: 278599044
- Système universitaire de documentation: 053469801
- Virtual International Authority File: 76500241
- WorldCat: E39PBJrRhxg7CXqjgbm4jTrXh3